# 棘頭糙鮋
棘頭糙鮋，為輻鰭魚綱鮋形目鮋亞目平鮋科的其中一種，為深海魚類，分布於西大西洋美國麻州至墨西哥灣北部海域，棲息深度130-1100公尺，體長可達50公分，棲息在底層水域，生活習性不明，具有毒性。

## 扩展阅读
維基物種上的相關：棘頭糙鮋